# 마웅도

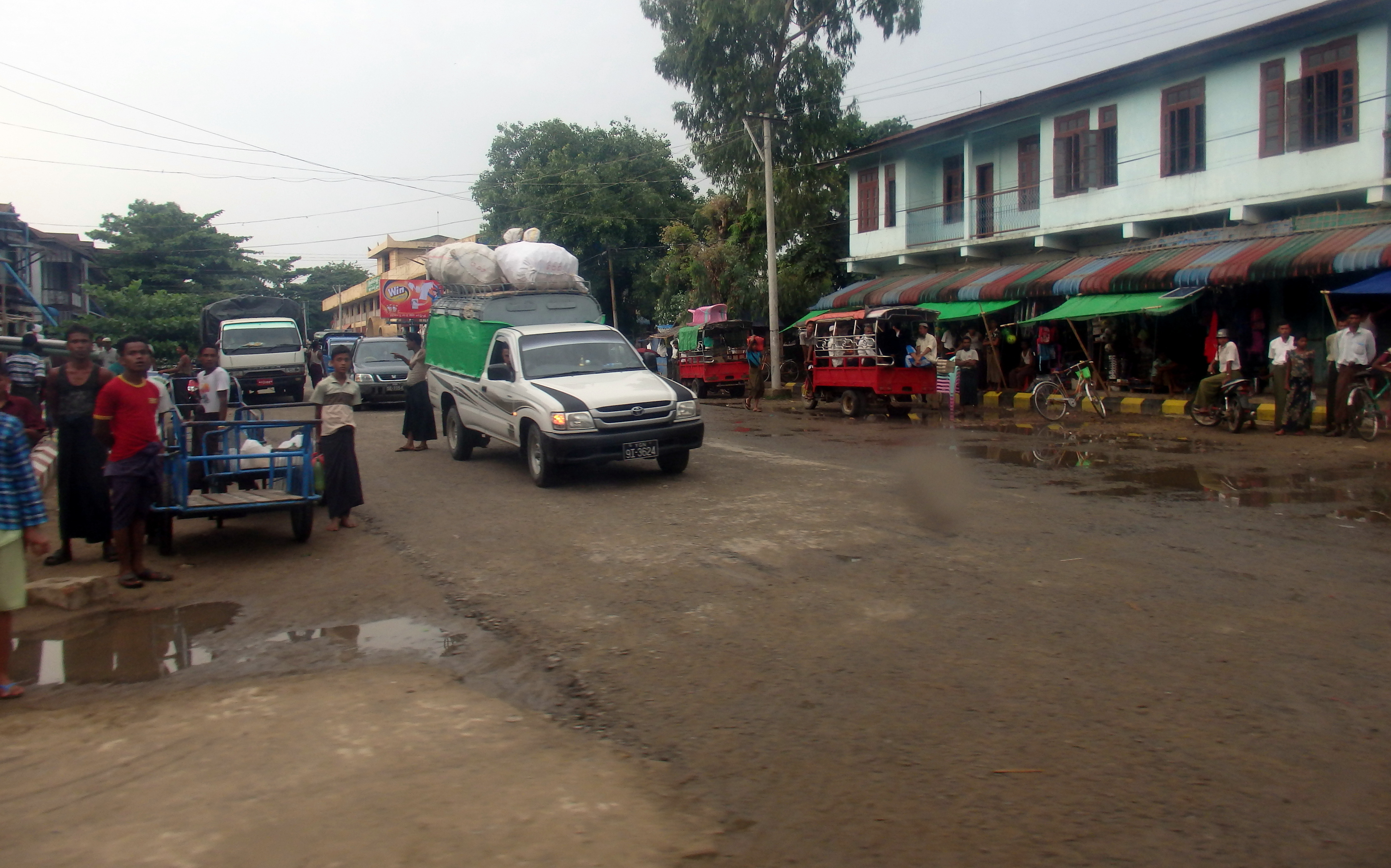

마웅도(버마어: မောင်တော 마웅도)는 미얀마 여카잉주의 도시로, 인구는 약 400,000명(2008년 기준)이다. 방글라데시 국경과 가까운 편이며 로힝야족이 도시 인구의 다수를 차지한다.